# Thomas Bristow
Thomas Bristow   (Dudley, 15 de novembre de 1913 - Estepona, 31 de juliol de 2007) fou un remer anglès que va competir durant la dècada de 1930.
Estudià al Dulwich College i al Pembroke College de la Universitat de Cambridge. El 1935 va formar part de l'equip de Cambridge que guanyà la Regata Oxford-Cambridge. El 1936 va prendre part en els Jocs Olímpics de Berlín, on guanyà la medalla de plata en la prova del quatre sense timoner del programa de rem. Formà equip amb Alan Barrett, Peter Jackson i John Sturrock.